# Andrómaco (médico)
Andrómaco (en griego: Ἀνδρόμαχος) era el nombre de dos antiguos médicos griegos, padre e hijo, que vivieron en la época del emperador Nerón.
- Andrómaco, El viejo  nació en Creta y fue médico de Nerón hacia los años 54-68 d. C. Fue la primera persona a quien se dio el título de "Arquiatre"  y es conocido por haber sido el inventor de un famoso antídoto, que fue llamado por su nombre:  Theriaca Andromachi, y que durante mucho tiempo gozó de gran reputación. Andrómaco dejó las instrucciones para hacer esta mezcla extraña en una elegía de 174 líneas dedicada a Nerón.[1]

- Andrómaco, El joven  también pudo haber sido un médico imperial pero no se sabe nada de su vida, solo que pudo haber sido el autor de una obra sobre farmacia en tres libros,[2] que Galeno cita con frecuencia, pero que solo nos quedan unos pocos fragmentos.